# Хедиве

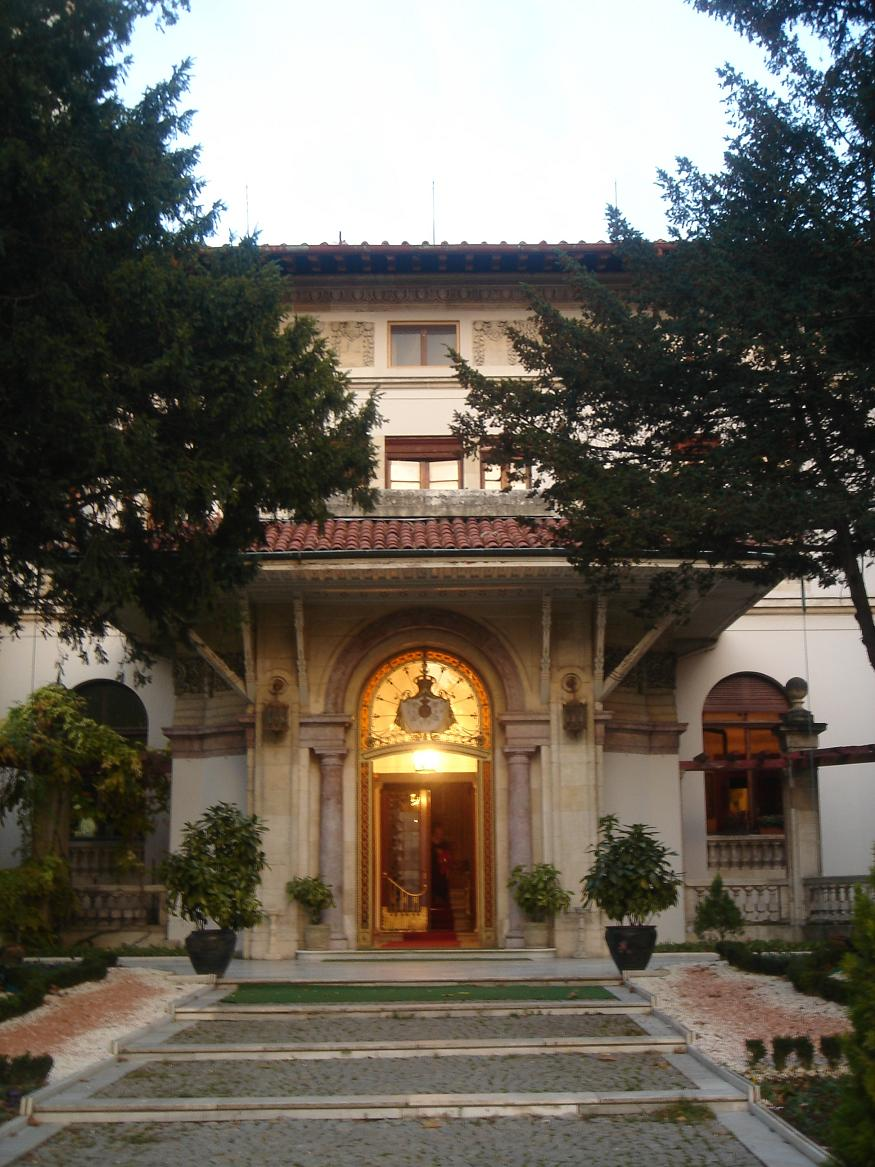
Дворец Хедива

Хедиве (тур. Hidiv Kasri ), или Чубуклу (тур. Çubuklu Sarayı) — дворцовый комплекс на азиатской стороне Босфора в Стамбуле, в Турции, бывшая резиденция хедивов Египта.
Аббас II Хильми (1892—1914) был последним хедивом Египта и Судана. В отличие от своих предшественников, Аббас II стремился к сотрудничеству с Османской империей, чей суверенитет над Египтом носил формальный характер с тех пор, как Мухаммед Али в 1805 году захватил в Египте власть. Аббас II видел в этом потенциальную возможность для подрыва британской оккупации Египта и Судана. В рамках усилий по улучшению отношений с Османской империей, Аббас II нанёс несколько визитов в Стамбул, где по его заказу в 1907 году архитекторами из Италии, Антонио Лашака и Дельфо Семинати, на берегу Босфора был построен дворец.
Дворец был построен в стиле модерн по образцу вилл эпохи Ренессанса, включая характеристики и детали неоклассической архитектуры Османской империи. Он стоит на вершине холма в большой роще, занимающей территорию примерно 110 га, в округе Чубуклу в районе Бейкоз, с видом на пролив Босфор.
Неофициальная вторая жена Аббаса II, Джавидан-ханым (леди Джавидан, в девичестве венгерская графиня Торок фон Шендро), утверждает в своих мемуарах «Гарем», что она участвовала на всех этапах создания дворца, от проекта до дизайн интерьера. Она также участвовала в планировке дворцового сада. Идентичная копия дворца была построена на берегу реки Нил в Египте.
По приказу Мустафы Кемаля Ататюрка, основателя и первого президента Турецкой республики, город Стамбул приобрел дворец в 1937 году. Тем не менее, он оставался невостребованным до 1980-х годов. В 1984 году дворец Хедива был открыт для публики. Во дворце разместились ресторан, гостиница и кафе.